# Diplolaeviopsis
Diplolaeviopsis is een geslacht van korstmossen dat behoort tot de familie Cordieritidaceae van de ascomyceten. De typesoort is Diplolaeviopsis ranula.

## Soorten
Volgens Index Fungorum telt het geslacht vier soorten (peildatum februari 2022):
| Soortnaam                    | Auteur(s)           | Publicatiejaar |
| ---------------------------- | ------------------- | -------------- |
| Diplolaeviopsis japonica     | Zhurb. & Diederich  | 2015           |
| Diplolaeviopsis ranula       | Giralt & D. Hawksw. | 1991           |
| Diplolaeviopsis symmictae    | Diederich & Coppins | 2014           |
| Diplolaeviopsis vietnamensis | Zhurb. & Diederich  | 2021           |